# Aliyà

Immigració jueva cap a Israel des de 1948 fins a 2007.

Aliyà (hebreu: עליה‎, literalment ‘ascens') és la paraula utilitzada per anomenar la immigració jueva cap a la Terra d'Israel, un dels preceptes d'aquesta religió.
Etimològicament, aliyà està emparentada amb l'expressió aliyà la-réguel (עליה לרגל), que significa ‘pelegrinatge’, per l'efecte d'ascensió cap a Jerusalem durant els pelegrinatges regulats per a les festivitats de Pésah, Xavuot i Sukkot.
L'acció inversa, és a dir, l'emigració des d'Israel cap a un altre territori (l'anomenada diàspora), es coneix com a yeridà o ‘descens'.
El concepte d'aliyà cap a la Terra d'Israel és central a la cultura i a la religió jueves i constitueix la base del sionisme. La Llei del Retorn de 1950, que garanteix a qualsevol jueu del món el seu dret a tornar cap a Israel, establir-s'hi, i obtenir la ciutadania israeliana, es basa en aquesta idea. Qui realitza aliyà és anomenat olé (masculí) o olà (femení); els plurals són olim i olot, respectivament.
Durant la història recent del poble jueu —època del sionisme— hi ha hagut cinc onades principals d'immigració o aliyot cap a Palestina, abans de la creació del modern Estat d'Israel:
- Primera aliyà (1881-1903)
- Segona aliyà (1904-1914)
- Tercera aliyà (1919-1923)
- Quarta aliyà (1924-1929)
- Cinquena aliyà (1929-1939)

Després de la creació de l'Estat d'Israel, la població jueva es va multiplicar més de vuit vegades, gràcies fonamentalment a les successives aliyot, passant de 650.000 persones el 1948 a uns 5.415.000 el 2007.